# История лингвистики
История лингвистики (история языкознания, история лингвистических учений) — наука о становлении и развитии лингвистики как науки, концепций, теорий и практической лингвистической деятельности, о лингвистических традициях.

## Лингвистика в Древнем мире
Во всех культурах ранний период истории лингвистики связан с устранением неоднозначности в речи, что в первую очередь требовалось в священных текстах и спорах. Это зачастую приводило к исследованию связи между звучанием (формой) и значением слов, возникло противостояние между двумя версиями происхождения слов: дано ли имя вещи от природы или его выбирает человек, о чём рассуждал, например, Платон (428/427—348/347 до н. э.) в своём диалоге «Кратил».

### Вавилон
Самые ранние лингвистические тексты написаны клинописью. Их возраст составляет почти 4 тыс. лет. В первых веках второго тысячелетия до н. э. в южной Месопотамии возникла грамматическая традиция, которая просуществовала 2,5 тыс. лет. Первые лингвистические тексты этой традиции представляли собой списки существительных языка шумеров, языка религиозных и правовых текстов того времени. Вместо шумерского в бытовой речи использовался аккадский, никак с шумерским не связанный. Шумерский, однако, просуществовал долгое время, на нём продолжали писать религиозные и правовые тексты, хотя он и изучался жителями Месопотамии как иностранный язык. Информация о шумерском языке была записана аккадскими книжниками.
В течение веков списки слов на шумерском были стандартизированы, переведены на аккадский. В этих списках были не только слова в начальной форме, а все формы этого слова. Например, для глагола ĝar «положить» были даны 227 форм.

### Древняя Индия
Лингвистика в Древней Индии возникла из потребности правильно излагать и интерпретировать ведические тексты. Уже в древнейшем индийском тексте, который носил название «Ригведа», речь («vāk») обожествлялась. К 1200 году до н. э. устное исполнение этих текстов становится стандартизированным, а трактаты о ритуальном чтении предлагают разделить санскритские тексты на слова и фонетические единицы, что даёт толчок для появления морфологии и фонетики.
Некоторые из самых ранних описаний языка принадлежат индийскому грамматику IV века до н. э. Панини, который создал формальное описание санскрита в своей работе «Аштадхьяи» («Восьмикнижие»).
В течение следующих нескольких веков была достигнута ясность в организации звуковых единиц, что привело к созданию алфавита брахми в III веке до н. э.
Грамматик Сакатейана (до 500 г. до н. э.) предположил, что существительные образованы от глаголов.

## Лингвистика в разных странах
- - Лингвистика в странах Востока
    - Лингвистика в Междуречье
    - Лингвистика в Египте
    - Лингвистика в Индии
    - Лингвистика в Тибете
    - Лингвистика в Бирме
    - Лингвистика в Индонезии
    - Лингвистика в Монголии
    - Лингвистика в Китае
    - Лингвистика в Корее
    - Лингвистика в Японии
    - Лингвистика в Арабском халифате
    - Лингвистика в еврейской традиции
    - Лингвистика в Иране

  - Лингвистика в Европе
    - Лингвистика в Греции
    - Лингвистика в Риме
    - Лингвистика в Западной Европе
      - Лингвистика в романском мире
        -           - Лингвистика в Италии
          - Лингвистика во Франции
          - Лингвистика в Испании
          - Лингвистика в Швейцарии

      - Лингвистика в германском мире
        - Лингвистика в странах Скандинавии
        - Лингвистика в Германии
        - Лингвистика в англоязычном мире
          - Лингвистика в Великобритании
          - Лингвистика в США

      - Лингвистика в Венгрии
      - Лингвистика в Финляндии

    - Лингвистика в Восточной Европе
      - Лингвистика в Византии
      - Лингвистика в Азербайджане
      - Лингвистика в Грузии
      - Лингвистика в Армении
      - Лингвистика в славянском мире
        - Лингвистика в Польше
        - Лингвистика в Чехословакии
        - Лингвистика в Болгарии
        - Лингвистика в Югославии

    - Лингвистика в восточнославянских странах
      - Лингвистика в Московском государстве
      - Лингвистика в Российской империи
      - Лингвистика в СССР
      - Лингвистика в Российской Федерации

## История частной лингвистики
См.: Разделы лингвистики:Разделы по языкам

## История лингвистических дисциплин

### История лингвистических дисциплин (выделяемых по уровням языка)
См.:
- Грамматика
  - Морфология
  - Синтаксис
- Лексикология
- Лексикография
- Семантика
- Орфография
- Фонетика
- Графика
- Пунктуация

### История лингвистических дисциплин (выделяемых по аспектам изучения)
- Стилистика
- Диалектология
- Фразеология
- Словообразование
- Социолингвистика
- Психолингвистика
- Лингвистическая типология
- Лингвистическая универсалистика
- Сравнительно-историческое языкознание

### История лингвистических методов
См.:
- Описательная лингвистика
- Социологические методы в лингвистике
- Исторические методы в лингвистике
- Психологические методы в лингвистике
- Логические методы в лингвистике
- Функциональный подход в лингвистике
- Формальные методы в лингвистике
- Математические методы в лингвистике
- Количественные методы в лингвистике
- Филологические методы в лингвистике
- Квантитативная лингвистика
- Компьютерная лингвистика
- Экспериментальная лингвистика
- Эмпирическая лингвистика
- Теоретическая лингвистика
- Практическая лингвистика
- Философия языка
- Прикладная лингвистика
- Фундаментальная лингвистика

### История лингвистических подходов
См.:
- Структурализм в лингвистике
  - Глоссематика
  - Дескриптивизм
  - Пражский лингвистический кружок
- Социологизм в лингвистике
- Историзм в лингвистике
- Психологизм в лингвистике
- Логицизм в лингвистике
- Функционализм в лингвистике
- Формализм в лингвистике
- Ментализм в лингвистике
- Бихевиоризм в лингвистике
- Биологизм в лингвистике
- Эстетизм в лингвистике
- Когнитивная лингвистика